# Robert Themptander
Oscar Robert Themptander (ur. 14 lutego 1844 w Sztokholmie, zm. 30 stycznia 1897 tamże) – szwedzki polityk.
Przed objęciem stanowiska premiera (16 maja 1884) pełnił funkcję ministra finansów. Jako szef rządu podjął kroki mające na celu unowocześnienie armii, zmniejszył również wysokość podatku gruntowego. Po zwycięstwie zwolenników protekcjonizmu w wyborach do izby wyższej (1886) wyraził gotowość złożenia dymisji, ostatecznie jednak, pod naciskiem Oskara II, zrezygnował z tego zamiaru. Premierem był do 6 lutego 1888. Głównym powodem upadku jego gabinetu było zdobycie przewagi w Riksdagu przez protekcjonistów.